# Réserve naturelle volontaire du domaine de Gioux
La réserve naturelle volontaire du domaine de Gioux est une ancienne réserve naturelle volontaire située à Saint-Rémy et Sornac en Corrèze (19). Elle est contiguë à l'ancienne réserve naturelle régionale Étang Coudert. 
Ce site présente une grande variété d'espèces étant donné la diversité des milieux présents.

## Histoire du site et de la réserve
L'intérêt du site aboutit à un classement en RNV en 1994 pour une durée de 6 ans. La loi « démocratie de proximité » du 27 février 2002 transforme les RNV en réserves naturelles régionales (RNR), ce qui est le cas pour Gioux. 
Le décret d'application no 2005-491 du 18 mai 2005 précise dans son article 6 que « le classement en RNR court jusqu'à l'échéance de l'agrément qui avait été initialement accordé à la réserve volontaire ». Le classement en RNR a donc pris fin après six ans depuis le dernier agrément, probablement au début des années 2000.
Le site constitue également une ZNIEFF de type I, avec l'ancienne réserve naturelle de l'étang Coudert.